# Oxicodona
La oxicodona es un fármaco de la familia de los opioides, que se vende bajo las marcas Roxicodona y OxyContin (que es la forma de liberación prolongada), entre otras, que se utiliza para el tratamiento del dolor moderado a intenso. Es altamente adictivo y una droga de abuso común. Suele tomarse por vía oral y está disponible en fórmulas de liberación inmediata y controlada. El alivio del dolor comienza normalmente en quince minutos y dura hasta seis horas con la fórmula de liberación inmediata. En el Reino Unido, está disponible en forma de inyección. También hay productos combinados con paracetamol (acetaminofeno), ibuprofeno, naloxona, naltrexona y aspirina.
Entre los efectos secundarios más comunes se encuentran la euforia, el estreñimiento, las náuseas, los vómitos, la pérdida de apetito, la somnolencia, los mareos, el picor, la sequedad de boca y la sudoración. Los efectos secundarios graves pueden incluir adicción, dependencia, agresividad, manía o depresión, alucinaciones, hipoventilación, gastroparesia, bradicardia e hipotensión. Los alérgicos a la codeína también pueden serlo a la oxicodona. El uso de la oxicodona al principio del embarazo parece relativamente seguro. Puede producirse un síndrome de abstinencia de opiáceos si se interrumpe rápidamente. La oxicodona actúa activando el receptor receptor opiode μ. Cuando se toma por vía oral, tiene aproximadamente 1,5 veces el efecto de la cantidad equivalente de morfina.
La oxicodona se fabricó por primera vez en Alemania en 1916 a partir de la tebaína. Está en la Lista de Medicamentos Esenciales de la Organización Mundial de la Salud. Está disponible como medicamento genérico. En 2019, fue el 49.º medicamento más recetado en los Estados Unidos, con más de 14 millones de recetas. Existen varias formulaciones disuasorias del abuso, como en combinación con naloxona o naltrexona.

## Descripción

### Estructura química
La oxicodona es el metiléter de la oximorfona (3-metiloximorfona). También puede describirse como 14-hidroxicodeinona. Usualmente se emplea como clorhidrato (clorhidrato de oxicodona).

## Farmacocinética
Aceptable absorción por vía oral o rectal no influida por los alimentos, alcanzando una biodisponibilidad superior a la de la morfina, en torno a (60-87%). La fijación a proteínas es del 38-45%. Se metaboliza en el hígado por el sistema enzimático citocromo P450 2D6 (CYP2D6) por medio de una O-demetilación a noroxicodona y oximorfona, que no contribuyen al efecto farmacológico. La eliminación es por vía renal, el 8-14% en forma de oxicodona y el resto como metabolitos. La semivida es de unas 3 a 5 horas y alcanza niveles plasmáticos estacionarios en 24-36 horas.

## Farmacodinamia

### Mecanismo de acción
La oxicodona es un agonista puro de receptores mu y kappa y sin techo terapéutico. Al parecer puede tener acción agonista con la morfina, ya que ésta ocuparía los receptores mu, mientras que la oxicodona ocuparía los receptores kappa. Para algunos autores también actuaría sobre receptores delta.

### Interacciones
Dado que es metabolizada por la enzima CYP2D6, se verá afectada por las sustancias que actúan como inhibidores o inductores enzimáticos de la misma. La siguiente tabla muestra los más frecuentes:
| Fármacos que interaccionan con la CYP2D6. | |                                                                              |
| Inhibidores | Inhibidores (continuación). | Inductores                                                                   |
| - SSRI: - Citalopram. - Fluoxetina. - Paroxetina. - Terbinafina. - Quinidina. - Amiodarona. - Antihistamínicos: - Clorfenamina. - Difenhidramina. - Antipsicóticos: - Pimozide. - Tioridazina. - Clorpromazina. - Haloperidol. | - Bupropion. - Celecoxib. - Cimetidina. - Clomipramina. - Cloranfenicol. - Cocaína. - Doxorrubicina. - Metoclopramida. - Metadona. - Moclobemida. - Quinidina. - Ranitidina. - Ranolazin. - Ritonavir. - Doxepina. - Halofantrina. - Imipramina. - Levomepromazina. | - Piperidina. - Glutetimida. - Carbamazepina. - Dexametasona. - Rifampicina. |

Hay que recordar que las sustancias inductoras de la enzima aumentan su actividad, disminuyendo por tanto la actividad de la oxicodona. El caso opuesto se da con los inhibidores, que aumentan la actividad de la oxicodona. Las interacciones son teóricas, aunque sí que se han demostrado algunas de ellas. Por tanto, la administración simultánea de la oxicodona con cualquiera de las sustancias incluidas de la tabla ha de ser objeto de seguimiento clínico.
Independientemente de la interacción vía metabólica existen posibles interacciones a nivel de receptores con sustancias como los depresores del sistema nervioso central: los opioides potencian los efectos de las fenotiazinas, antidepresivos tricíclicos, anestésicos, hipnóticos, sedantes, alcohol, miorrelajantes y antihipertensivos. Se sabe que los inhibidores de la monoaminoxidasa (IMAO) pueden modificar la acción de los analgésicos narcóticos produciendo excitación del sistema nervioso central o depresión con crisis hiper o hipotensiva.

## Uso clínico

### Indicaciones
- La indicación actual de oxicodona como fármaco de liberación controlada por vía oral es el dolor intenso.[18] En EE. UU. su uso en combinación con el paracetamol es común en los tratamientos postoperatorios.
- El dolor neuropático responde menos a opioides que el dolor nociceptivo. Existen cada vez más pruebas de que los opioides son eficaces en el dolor neuropático en pacientes con neuralgia postherpética o neuropatía diabética.[25]
- Otras indicaciones médicas independientes de las analgésicas son el síndrome de Tourette y el síndrome idiopático de las piernas inquietas.[26][27]

La tolerancia y la dependencia aparecen tras varios meses de tratamiento, y a partir de este momento se requieren dosis cada vez mayores para obtener los mismos efectos analgésicos.
Según la DEA estadounidense (Drug Enforcement Administration) y los fabricantes de este medicamento, es muy raro que aparezca adicción psicológica cuando se utiliza en las dosis recomendadas y durante periodos de tiempo no muy largos. Su perfil de abuso es similar al de otros agonistas opioides potentes, por lo que puede ser objeto de búsqueda y abuso por personas con alteraciones latentes o manifiestas de adicción. Los comprimidos de liberación prolongada no deben romperse, masticarse o triturarse ya que ello puede dar lugar a una sobredosis.

### Efectos secundarios
Para la clasificación de los efectos secundarios tendremos en cuenta los criterios de la CIOSM:.
| Efectos secundarios de la oxicodona.   |                 | |
| Órgano afectado                        | Frecuencia.     | Síntoma. |
| Aparato Digestivo                      | Muy frecuentes. | Estreñimiento, vómitos, náuseas. |
| Aparato Digestivo                      | Frecuentes.     | anorexia, diarrea, sequedad de boca, dispepsia, flatulencia. |
| Aparato Digestivo                      | Infrecuentes.   | Disfagia, gastritis, ulceración de la boca, eructos, íleo, estomatitis, espasmos biliares, Puede causar Hemorroide Sangrante al defecar (comprobado en varios casos). |
| Piel.                                  | Muy frecuentes. | Prurito. |
| Piel.                                  | Frecuentes.     | Rash, sudoración. |
| Piel.                                  | Infrecuentes.   | Xerosis. |
| Sistema Nervioso.                      | Muy frecuentes. | Somnolencia, vértigo. |
| Sistema Nervioso.                      | Frecuentes.     | Sueños anómalos, ansiedad, confusión, euforia, insomnio, debilidad. |
| Sistema Nervioso.                      | Infrecuentes.   | Marcha anormal, amnesia, despersonalización, depresión, hiperquinesia, hipertonía, hipoastenia, hipotonía, alucinaciones, trastornos del discurso, estupor, temblores, espasmo muscular, vértigo, crisis epilepticas, parestesia, deseos anómalos, síndrome de retirada, disminución de la libido. |
| Sistema cardiovascular.                | Frecuentes.     | Vasodilatación. |
| Sistema cardiovascular.                | Infrecuentes.   | Palpitaciones, síncope. |
| Aparato Respiratorio.                  | Frecuentes.     | Disnea, broncoespasmo. |
| Aparato Respiratorio.                  | Infrecuentes.   | Rinitis, epístaxis, hipo, alteración de la voz. |
| Genito-urinarias.                      | Frecuentes.     | Trastornos urinarios. |
| Genito-urinarias.                      | Infrecuentes.   | Retención urinaria, amenorrea, impotencia. |
| Otros.                                 | Infrecuentes.   | Trastornos lagrimales, visión anormal, perversión del gusto, tinnitus, miosis, deshidratación, cambio de peso, escalofríos, dolor de pecho, reacción alérgica. |
| * Siguiendo los criterios de la CIOSM. |                 | |

### Contraindicaciones
- Embarazo y lactancia.
- Depresión respiratoria.
- Lesiones en la cabeza.
- Íleo paralítico.
- Abdomen agudo.
- Vaciamiento gástrico retardado.
- Enfermedad obstructiva severa de las vías respiratorias.
- Asma bronquial severa.
- Enfermedad hepática aguda.
- Administración concomitante o en las dos semanas siguientes a la discontinuación de su uso de IMAO.

### Presentaciones
Se comercializa bajo diferentes formas galénicas: liberación rápida y liberación controlada. Se presenta en comprimidos de 5, 10, 20, 40 y 80 mg.

## Combinaciones
También se puede encontrar la oxicodona en combinación con el ácido acetilsalicílico o el paracetamol. Estas formulaciones se comercializan en los Estados Unidos, y en varios países de Europa entre ellos España.
Percodan® es el nombre comercial de la combinación de ácido acetilsalicílico y Oxicodona y se utiliza para tratar dolores moderados a severos. Esta combinación viene envasada en forma de tabletas para tomar por vía oral. Por lo general se toma cada 6 horas según sea necesario.

### Precauciones
El consumo de alcohol puede aumentar la somnolencia provocada por este medicamento.

### Efectos Secundarios
La combinación de oxicodona y ácido acetilsalicílico puede causar efectos colaterales. Los síntomas más comunes son:
- Mareos.
- Sensación de vértigo.
- Somnolencia (sueño).
- Estado de ánimo elevado o deprimido.
- Malestar estomacal.
- Indigestión.
- Dolor del estómago.
- Vómitos.
- Estreñimiento.
- Reducción del apetito.

## Requerimientos para su venta
La oxicodona sola o en su forma combinada necesita una receta especial de medicamento estupefaciente.

## Otros usos

### Uso recreativo
A partir de la introducción de OxyContin en 1995 empezaron a darse casos de abuso. Al contrario que el Percocet, cuyo potencial de abuso se ve limitado por la presencia de paracetamol, el OxyContin contiene únicamente oxicodona y excipientes. Algunos consumidores trituraban los comprimidos de OxyContin para evitar el mecanismo de liberación sostenida y los reducían a polvo, administrándoselos por vía intranasal, intravenosa, intramuscular o subcutánea, o incluso por vía rectal para facilitar su rápida absorción en el organismo. La gran mayoría de muertes relacionadas con la oxicodona se han atribuido a la ingestión de cantidades relativamente elevadas de la droga junto a otras sustancias depresoras del sistema nervioso central como el alcohol o algunas benzodiacepinas. Así, mientras que dosis elevadas de oxicodona pueden ser letales para alguien que no sea adicto o no haya desarrollado tolerancia, no es lo más común.
Se creyó en su momento que los opioides "de combinación" (aquellos preparados que contienen otros ingredientes no opiáceos) eran menos susceptibles de abuso, por ejemplo cuando se usa en combinación con el paracetamol. En este caso, un consumo elevado es susceptible de producir daños hepáticos severos y molestias estomacales. De todas formas, se ha demostrado que los que buscan el "subidón" producido por la oxicodona no se frenan ante las perspectivas de sufrir daño hepático o estomacal. Los adictos descubrieron rápidamente que existían métodos fáciles para separar el principio activo de los excipientes, por ejemplo mediante extracción en agua fría, extracción que es posible debido a la gran diferencia de solubilidades de los alcaloides y los analgésicos en agua. Una estrategia parecida, usada por el gobierno canadiense, les llevó a distribuir la metadona en combinación con Tang, una bebida refrescante en polvo, pero aun así se dieron casos de abuso.
La oxicodona tiene efectos similares a la heroína y a la morfina, y tiene una tipología de abuso parecida, si bien produce menor sedación que la morfina y mucha menos somnolencia que la heroína, por lo que de ninguna manera puede ser comparada a la heroína o afirmar que tiene los mismos efectos sobre el SNC que esta droga. Se han dado casos de atracos a farmacias donde el atracador se llevó únicamente OxyContin, el medicamento que contiene únicamente oxicodona como analgésico. En zonas como el este de EE. UU., el OxyContin ha sido la droga que más ha preocupado a las autoridades policiales.
Debido a que está regulada, adquiere precios elevados en el mercado negro. El precio en Washington, por ejemplo, ha llegado a ser de 50 centavos a un dólar por miligramo, siendo por tanto de 30 a 60 veces más caro que el oro.
Al igual que otros opioides, la oxicodona puede ser letal si su uso se da en combinación con sustancias depresoras del sistema nervioso central, como el alcohol. Se han hecho públicos casos de muertes por esta circunstancia.
El 10 de octubre de 2003, el locutor radiofónico estadounidense Rush Limbaugh hizo pública su adicción a los analgésicos opioides, entre ellos la oxicodona, y anunció su intención de someterse a una terapia de desintoxicación. También en 2003, la actriz y cantante Courtney Love fue detenida por posesión de OxyContin. En agosto de 2005, algunas personas en Miami (Florida) fueron detenidas por haber sido partícipes de una red de tráfico de oxicodona, la cual habían obtenido mediante recetas médicas falsificadas. Fueron declarados culpables por las autoridades y condenados a penas de hasta 20 años.

## Otras lecturas
- Coluzzi, F. & Mattia, C. (julio–agosto de 2005). «Oxycodone. Pharmacological profile and clinical data in chronic pain management». Minerva Anestesiol 71 (7–8): 451-60. PMID 16012419. Archivado desde el original el 9 de marzo de 2006.

## En la cultura popular
Además de diferentes documentales existen dos series de tv que tratan este tema: Dopesick (Disney+), protagonizada por Michael Keaton, donde se narran las triquiñuelas usadas por Purdue pharma para convencer a los profesionales sanitarios sobre las bondades del Oxycotin y su conveniencia de recetarlo. La otra, de estreno más reciente (2023) es Painkiller, disponible en Netflix. En este caso se centra más en los graves problemas de adicción que causa el medicamento y el proceso de investigación judicial que finalizó en la primera denuncia contra la farmacéutica.